# 톰 비첨
톰 비첨(Tom Beauchamp, 1939년 12월 2일 ~ 2025년 2월 19일)은 미국의 윤리학자이다. 데이비드 흄 철학에 대한 전문가로, 도덕철학, 생명윤리학, 의료윤리학, 동물윤리 등을 연구한다. 제임스 칠드레스와 함께 의료윤리의 네 가지 원칙을 제시하였으며, 이 원칙들은 자유주의, 개인주의에 그 근간을 두고 있다. 이를 통해 원칙주의적 윤리적 방법론에 기여하였다.

## 대표 저서
- Beauchamp, Tom L.; Childress, James F. (1979). 《Principles of Biomedical Ethics》. Oxford University Press. ISBN 978-0199924585.
- Beauchamp, Tom; Rosenberg, Alexander (1981). 《Hume and the Problem of Causation》. Oxford University Press. ISBN 978-0195202366.
- Beauchamp, Tom L.;  외. (1998). 《The Human Use of Animals: Case Studies in Ethical Choice》. Oxford University Press. ISBN 978-0195340198.

## 같이 보기
- 의료윤리학
- 원칙주의
- 제임스 칠드레스
- 카렌 퀸란
- 크루잔 대 미주리 보건국 사건
- 설명동의